# Bankrover

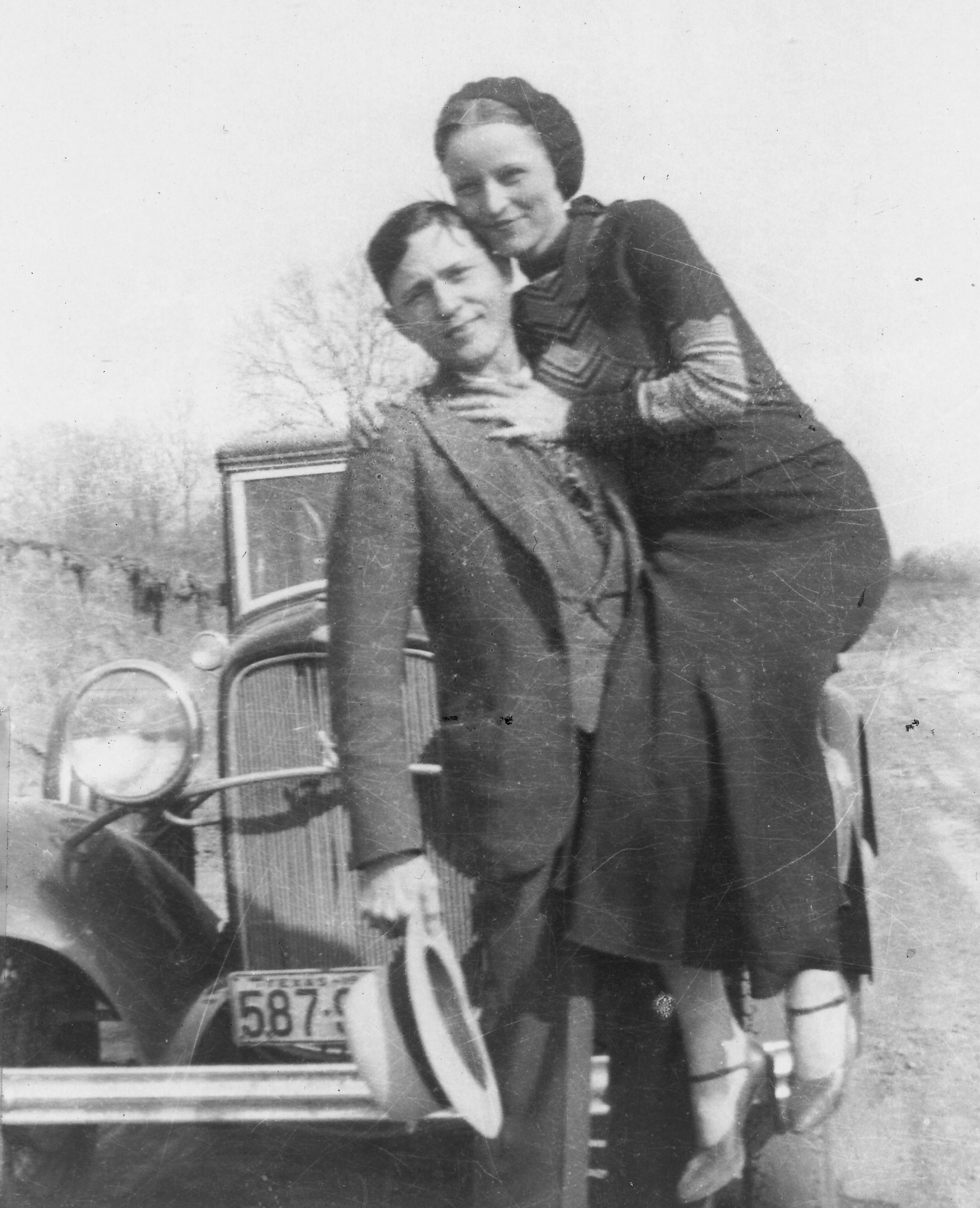
Clyde Barrow en Bonnie Parker, twee bekende bankrovers

Een bankrover is iemand die alleen, of vergezeld door medestanders, zich probeert te verrijken door geld (of ander waardemateriaal) afhandig te maken van een bank.
Het fenomeen bankrover bestaat al zo lang als het instituut 'bank' bestaat. Het nam een vlucht in de Verenigde Staten in de tweede helft van de negentiende eeuw en de eerste helft van de twintigste eeuw.

## Nederland
De eerste bankroof in Nederland vond plaats in 1916 in Winschoten. De bankrover was een boerenknecht uit de omgeving. De overval slaagde niet en er vielen drie gewonden. De eerste bankroof in Nederland na de Tweede Wereldoorlog vond plaats in 1965. De dieven waren Fransen en de buit bedroeg 800.000 gulden. Sinds deze succesvolle overval nam het aantal bankroven snel toe. Zes jaar later, in 1971, waren in dit land al 58 overvallen geregistreerd.
De grootste bankroof uit de Nederlandse geschiedenis was de overval van het verzet op het kantoor van De Nederlandsche Bank in Almelo op 15 november 1944 met een buit van 46 miljoen gulden.
De grootste bankfraude uit de Nederlandse geschiedenis werd ook door het verzet uitgevoerd in de Tweede Wereldoorlog, van 1944 tot 1945. De buit was 51 miljoen gulden.
In maart 2018 was er een grote bankroof uit de kluisjes van klanten bij een bank in Oudenbosch.

## België
Een bekende fraudeur was William Vandergucht die op 1 april 1983 zomaar wegwandelde met 76.910.000 Belgische frank uit een Gents bankfiliaal en dan verdween met de noorderzon.

## Grootste bankrover
De grootste bankroof ooit vond plaats in 2003 toen Koesai Hoessein enkele uren voor de Amerikaanse invasie in Irak samen met een regeringsadviseur bijna 900 miljoen euro aan Amerikaanse dollarbiljetten en eurobiljetten ophaalde uit de Iraakse centrale bank in Bagdad en in drie grote vrachtwagens liet afvoeren.

## Elektronische bankrover
Door steeds betere beveiligingsmaatregelen enerzijds en een toenemende populariteit van elektronisch betalen anderzijds is het plegen van bankovervallen voor het dievengilde steeds minder interessant geworden: moderne bankfilialen zijn er vooral op gericht om klanten te adviseren over financiële producten en hebben vaak maar een beperkte hoeveelheid contant geld voorradig. Het toenemende aantal overvallen op winkels en tankstations is mogelijk een gevolg van het feit dat bankfilialen minder aantrekkelijke doelwitten zijn geworden voor overvallers. 
Sinds de opkomst van het internetbankieren is een nieuwe vorm van bankroof in opkomst: de elektronische bankroof. Daarbij kan de dief op twee manieren te werk gaan: hij kan op slinkse wijze proberen de inloggegevens van consumenten te ontfutselen door middel van phishing, of hij kan inbreken op het computersysteem van de bank. Met deze laatste methode slaagden dieven er in 2010 in om bij ABN AMRO een groot geldbedrag buit te maken.